# Zdeněk Svoboda
Zdeněk Svoboda (* 20. května 1972 Brno) je bývalý český fotbalový záložník a reprezentant ČR. Nyní se věnuje trenéřině.

## Klubová kariéra
V lize odehrál 216 zápasů a dal 28 gólů. Hrál za Zbrojovku Brno (1989–1990, 1992–1993), Duklu Praha (1991–1992), Spartu Praha (1993–2001), belgický KVC Westerlo (2002–2005), německý BV Cloppenburg (2005–2006) a maltský Sliema Wanderers F.C. (2006–2007). Se Spartou získal 8 titulů mistra Československa (1993, 1994, 1995, 1997, 1998, 1999, 2000, 2001) a Český pohár roku 1996. 41x startoval v evropských pohárech a dal zde 3 góly (Barceloně v osmifinále Ligy mistrů 1999/00, Salzburgu v 2. předkole Ligy mistrů 1997/98 a Glentoranu Belfast v předkole Poháru vítězů poháru 1996/97).

## Reprezentační kariéra
V české reprezentaci odehrál v letech 1996–1997 devět utkání, gól nevstřelil. V prosinci 1997 startoval na Konfederačním poháru FIFA 1997 konaném v Rijádu (Saúdská Arábie).
Jednou startoval v olympijském výběru a 14x krát nastoupil za reprezentaci do 21 let (4 branky).[zdroj?]

### Reprezentační zápasy
Zápasy Zdeňka Svobody v A-týmu České republiky
| Rok    | Zápasy | Góly |
| ------ | ------ | ---- |
| 1996   | 1      | 0    |
| 1997   | 8      | 0    |
| Celkem | 9      | 0    |

## Trenérská kariéra
Po ukončení aktivní hráčské kariéry se stal trenérem. Půl roku pracoval jako asistent trenéra Jana Kmocha v rezervním týmu Sparty Praha a poté jej převzal jako hlavní kouč. Před sezonou 2012/13 se přesunul k A-mužstvu, vybral si jej nový hlavní trenér Sparty Vítězslav Lavička.
Koncem roku 2013 (listopad/prosinec) dostal nabídku od nového reprezentačního trenéra českého národního týmu Pavla Vrby na místo asistenta, kterou přijal. Rozšířil tak realizační tým sestávající se z Pavla Vrby (hlavní trenér), jeho osoby, Karla Krejčího (asistent), Dušana Fitzela (manažer a technický ředitel) a Jana Stejskala (trenér brankářů). Zároveň byl ve funkci asistenta trenéra Lavičky ve Spartě Praha. Z té pak v roce 2016 odešel a trénoval Sokol Záryby A-Tým.
Nyní pracuje jako asistent trenéra s Vítězslavem Lavičkou v polském týmu WKS Wroclav.